# SK Westbahn Wien
Der Sportklub Westbahn Wien war ein österreichischer Fußballverein aus dem 14. Bezirk Penzing der Bundeshauptstadt Wien und existierte von 1932 bis 2005. Sein größter Erfolg war der Aufstieg in die zweite 2. Wiener Klasse (Zweithöchste Spielstufe Österreichs) im Jahr 1945.

## Vereinsgeschichte

### Gründung und Aufstieg
Der Verein wurde 1932 als Eisenbahnersportklub von Angehörigen der Österreichischen Bundesbahnen gegründet und spielte als Mitglied des Arbeiterfußballverbandes in der VAFÖ-Meisterschaft. Als sozialistischer Arbeiterverein wurde er vor der Machtergreifung der Nationalsozialisten zwangsaufgelöst, der gesamte Vereinsbesitz beschlagnahmt und sämtliche Unterlagen des Klubs vernichtet. Den in der Cumberlandstraße gelegenen, bis dahin vereinseigenen Westbahnplatz bezog daraufhin eine der vielen damals neu gegründeten Reichsbahn-Spielgemeinschaften. Nach Ende des Zweiten Weltkriegs wurde der Verein reorganisiert und nahm noch im selben Jahr seinen Spielbetrieb wieder auf. Der während des Krieges zerstörte Westbahnplatz in der Cumberlandstraße konnte mit Hilfe der Bundesbahnen neu errichtet werden. Zudem wurde dem Verein eine an den Platz angrenzende Bahnbaracke zur Verfügung gestellt, die fortan als Umkleidekabine benutzt wurde.
Da viele ehemalige Spieler des SK Westbahn nicht mehr aus dem Krieg zurückkehrten oder sich noch in Kriegsgefangenschaft befanden, kam es zur Gründung einer Spielgemeinschaft mit dem Erstligisten SC Wacker, die den Aufbau einer leistungsstarken Mannschaft ermöglichen sollte. Als Gegenleistung für die Überlassung einiger Kaderspieler überschrieb der SK Westbahn den Meidlingern seinen Sportplatz. Diese eingegangene Spielgemeinschaft hatte zur Folge, dass die Eisenbahnersportler in der ersten Nachkriegsmeisterschaft in der 2. Klasse Wien A, der damals zweithöchsten Spielklasse Österreichs, antreten durften. Die Mannschaft erreichte allerdings trotz ihrer „Meidlinger Gastspieler“ in 30 Spielen nur zwei Siege. Mit sechs Punkten und einer negativen Tordifferenz von 109 Toren galt der Klub als Punktelieferant der Liga und befand sich von Meisterschaftsbeginn an auf einem Abstiegsplatz. Die Spielgemeinschaft wurde nach dem Abstieg wieder aufgelöst, eine Rückführung des Westbahnplatzes an den Eisenbahnersportverein erfolgte jedoch nicht, sodass dieser von an als Untermieter am „eigenen“ Platz spielen mussten.
Die Geschichte des Vereins in den 1950er Jahren kann aufgrund nicht mehr vorhandener Unterlagen und Tabellen nicht mehr rekonstruiert werden. In den 1950er Jahren spielte der Verein aber allem Anschein nach als FC Westbahn in der, nach Einführung der gesamtösterreichischen Staatsligen A und B mittlerweile drittklassigen Wiener Liga. Nach Zeitzeugenberichten soll der FC Westbahn um den Aufstieg in die Staatsliga B mitgespielt, diesen jedoch knapp verpasst haben. In den darauffolgenden Jahren gab es zunehmend Kaderprobleme und es kam zum Abstieg bis in die 2. Klasse, in der sich der Verein bis Anfang der 1960er Jahre im Mittelfeld bzw. im unteren Drittel halten konnte, danach erfolgte der Abstieg in die 3. und letzte Klasse des Wiener Fußballverbandes.

### Sportlicher Abstieg und Auflösung
In der Saison 1982/83 fusionierte der FC Westbahn mit Hernals 02. Der nunmehrige Fusionsverein trat als Fußballclub 09 Alsergrund in der dritten Klasse des WFV an und erspielte sich im Folgejahr den Meistertitel und den Aufstieg in die nächsthöhere 2. Klasse A. Im Frühjahr 1987 erfolgte ein Wechsel in der Vereinsführung, wobei alle Verbandsdelegierten ihres Amtes enthoben wurden und die Rückbenennung des FC 09 Alsergrund in FC Westbahn. Da viele Spieler sich mit den ehemaligen Funktionären solidarisch zeigten und den Klub verließen drohte dem Verein die Auflösung. Um diese abzuwenden, kam es im Juni 1988 zur Fusion mit dem in derselben Klasse spielenden FC Alsergrund und zur Namensgebung FC Westbahn/Alsergrund. Trotz eines Kaders von mehr als 40 Spielern stellte sich jedoch kein Erfolg ein, vielmehr musste die Mannschaft als Tabellenletzter der Saison 1991/92 den Gang in die 3. Klasse antreten. 1993 schloss die Gemeinde Wien, den sich nunmehr in ihrem Besitz befindlichen Westbahnplatz, womit der Verein seinen angestammten Heimplatz verlor und auf die Sportanlage Eisring Süd übersiedeln musste.
1994 kam es erneut zu einer Namensänderung in ASK Westbahn 1935. Grund für die Angabe der Jahreszahl 1935 war die damalige falsche Annahme der Vereinsgründung in diesem Jahr. Nachdem der Fehler bemerkt wurde, erfolgte die Änderung des Vereinsnamens auf Sportclub (SC) Westbahn/Alsergrund. 1996 erfolgte die Androhung der behördlichen Vereinsauflösung, da die Vereinsverantwortlichen seit Jahren verabsäumt hatten ihre zahlreichen Namensänderungen bei der Polizeibehörde zu melden. Im Zuge des Nachholens dieses Versäumnisses legte man den Vereinsnamen diesmal offiziell gemeldet, mit SC Westbahn/Alsergrund fest. Wesentlich dramatischer waren für den Fußballklub die seit dem Umzug entgangenen Einnahmen aus ihren bisherigen Festveranstaltungen, die am neuen Platz nicht mehr abgehalten werden konnten. Der SC Westbahn/Alsergrund bezog daraufhin 1998 die Wienerberger Sportanlage in Favoriten. 2002 stieg der Klub ungeschlagen in die 2. Klasse auf, nachdem durch Unstimmigkeiten in der Mannschaft einige Stammspieler diese verließen, folgte aber umgehend wieder der Abstieg. In der Saison 2002/03 erfolgte in der letzten Spielklasse ein erneuter Neubeginn mit einer jungen Mannschaft und mit Bedachtnahme auf die Vereinsgeschichte nahm der Klub auch wieder seinen alten Vereinsnamen SK Westbahn Wien an unter dem er einstmals gegründet wurde. Am 4. Juli 2005 stellte der SK Westbahn seinen Spielbetrieb ein und schied aus dem Wiener Fußballverband aus.